# Sarah Stock
Sarah Stock (Winnipeg, 4 marzo 1979) è una wrestler canadese, nota per i suoi trascorsi nella Total Nonstop Action Wrestling tra il 2009 e il 2014.
In TNA ha vinto due volte il Knockouts Tag Team Championship una volta con Rosita e una volta con Taylor Wilde.

## Biografia
Sarah è nata a Winnipeg, Manitoba e si è diplomata alla scuola St. John's Ravenscourt a Winnipeg. Ha poi frequentato l'Università di Manitoba dove era una studentessa onorevole e ha conseguito una Laurea in Scienze con una specializzazione in chimica. Sarah è trilingue, con l'abilità di parlare inglese, francese e spagnolo alla perfezione.
Sarah è sempre stata interessata all'attività fisica. Si è allenata e ha praticato il Muay Tai Kickboxing per diversi anni prima di entrare nel wrestling professionistico. Ha anche praticato il calcio, maratone e corse equestri. Sarah ha affermato che se dovesse scegliere una carriera al di fuori del wrestling considererebbe il campo della Psicologia e Nutrizione nello Sport.

## Carriera

### Circuito indipendente (2002–2009)
Sarah ha iniziato ad allenarsi nel pro wrestling a Winnipeg, Manitoba nella Top Rope Championship Wrestling. Si è allenata per cinque settimane prima che uno spot libero nel tour della compagnia le desse la sua opportunità di lottare. Ha debuttato nei Territori del Nord-Ovest il 22 febbraio 2002. Ha lottato per la Can-Am Wrestling nel primo 2002 ed è stata premiata con il Can-Am Wrestling Women's Championship al suo debutto con la promotion. Quello stesso Luglio lei si è unità alla Real Action Wrestling sotto il ring name di Sweet Sarah nei Canadian Maritimes come Manager di Johnny Wiseguy. Poco dopo ha iniziato a lottare per la promotion, facendo coppia con Wiseguy in una serie di mixed tag team matches contro Duke MacIsaac e la sua valletta Rachel. La promotion subito fallì ma Sarah firmò con la Main Stream Wrestling ad Halifax, Nuova Scozia dove ha debuttato nell'Agosto 2002 e ha continuato a lottare come Sweet Sarah. C'erano poche atlete donne nell'area, quindi lottò in diversi match contro i wrestler.
Il mese successivo Sarah ha iniziato a lottare per la promotion di Afa Anoa'i, la World Xtreme Wrestling (WXW) in Pennsylvania. Ha lottato contro atlete, incluse Mercedes Martinez e Valentina. Ad ottobre ritornò in Canada e ha lottato nelle promotions indipendenti dell'Alberta sotto il ring name di Sarah Griffin. Iniziò un Feud con Charlotte Webb e le due si sono fronteggiate sia nella Hybrid Wrestling Coalition e Can-Am Wrestling. Sarah riuscì a vincere nella maggior parte di questi match. Dal novembre 2002 all'aprile 2003 ha lottato in molte altre promotions indipendenti canadesi incluse la Extreme Canadian Championship Wrestling, Monster Pro Wrestling e la Premier Championship Wrestling. Ad Aprile è ritornata nella WXW dove ha avuto un feud con un wrestler, Kyle Kruze. Questo feud incluse match con diverse stipulazioni, incluse un "Kiss My Ass" match e un Bra e Panties Match.
Nel 2003, in un tentativo di migliorare le proprie abilità nel quadrato, Sarah si è trasferita a Monterrey, Messico per lottare con le atlete femminili del posto. Seguendo la proposta del promoter, Sarah ha iniziato a lottare indossando una maschera; ha anche usato un nuovo ring name, Dark Angel, su consiglio di Eddie Watts. Inizialmente ha avuto difficoltà a lavorare con le wrestlers in Messico visto che non parlava Spagnolo e non poteva comunicare con loro durante i match. Il 17 ottobre ha sconfitto Simply Luscious vincendo il Lucha Libre Femenil Juvenil Championship.
Mentre lottava in Messico Sarah ha continuato a lottare per diverse promotions negli Stati Uniti ed Europa. Ha lottato diversi match per la World Xtreme Wrestling nel novembre del 2003. Quel mese ha anche lottato un match per la Ring of Honor. Usando il nome di Sweet Sarah ha perso contro Allison Danger il 28 novembre 2003. Ha anche avuto un match per la Ohio Valley Wrestling (OVW) che in quel periodo era una promotion per i wrestler della WWE. Il 4 dicembre 2003 Sarah, lottando come Sarah Griffin, ha perso contro Passion ad uno Show OVW.
Il 2 aprile 2004 Sarah ha perso la sua maschera in un match maschera vs maschera di 45 minuti contro Princesa Sujei ad un evento della Lucha Libre Femenil. Poco dopo decise di lasciare Monterrey per trasferirsi a Città del Messico e lottare per la Asistencia Asesoría y Administración (AAA). Sarah iniziò ad apparire per la AAA con la convinzione che avrebbe lottato ma la compagnia la fece iniziare con il sollevare i cartelloni del pubblico agli eventi. Sarah non lottò regolarmente per la AAA e ha smesso di apparire per la federazione dopo alcuni show sporiadici.
Ritornando in Messico Sarah firmò un contratto con la Consejo Mundial de Lucha Libre (CMLL), la promotion rivale della AAA. Ha iniziato a lottare regolarmente per la CMLL come Dark Angel nell'appena restaurata categoria femminile lottando nel frattempo anche per altre promotions. Il 25 marzo 2005 ha sconfitto Princesa Sujey vincendo il titolo femminile della Federaciòn Internacional de Lucha Libre. Il 9 settembre 2005 Sarah fu una delle due vincitrici, insieme a Marcela, del match ad eliminazione Torneo Cibernetico per determinare chi avrebbe lottato per il vacante CMLL World Women's Championship. Tuttavia il 16 settembre, allo Show del 72º Anniversario della CMLL Marcela ha sconfitto Sarah vincendo il titolo.
Dopo questo Sarah è entrata in un feud con La Amapola, che si è concluso il 14 aprile 2006 quando Sarah ha messo i suoi capelli in palio contro la maschera di Amapola. Sarah ha finito col vincere il match forzando Amapola a smascherare se stessa.
Nel settembre del 2006 Sarah ha fatto un tour del Canadian Maritimes con la MainStream Wrestling Entertainment (MSW). Ha lottato "X-Ray" Kyle Kruze, il MSW Atlantic Canadian Champion, e sconfitto in tutti e tre i loro match. Siccome il titolo non era in palio, comunque, non vinse la cintura. Ha anche avuto diversi match ad alto livello con Nattie Neidhart, figlia del wrestler professionista Jim Neidhart. Sarah e Nattie sono arrivate ad un risultato finale di 2 vittorie per Sarah e 3 per Nattie.
Ritornando alla CMLL Sarah ha lottato e vinto un contest di bodybuilding tra i wrestler CMLL, un torneo che avrebbe vinto tre volte di fila. Mentre lavorava per la promotion è anche apparsa in una pubblicità per la PlayStation 3. Un agente venne nell'arena cercando qualcuno che eseguisse uno stunt per la pubblicità e il ruolo fu dato a Sarah. Nella pubblicità può essere vista saltare su un letto e poi cadere da esso.
Il 1º giugno 2007 Sarah, sotto il suo vero nome, ha fatto il suo debutto per la Shimmer Women Athletes, una federazione tutta al femminile con sede a Chicago, Illinois. È stata portata nella promotion per il Volume 11 come "international wildcard competitor" nel torneo per decretare la prima Shimmer Champion. Ha iniziato la sua carriera in SHIMMER con due grandi vittorie inaspettate su main eventers consolidate come Cheerleader Melissa e MsChif, ma alla fine ha perso il match in semifinale contro l'eventuale vincitrice del torneo, Sara Del Rey, nel Volume 12. Il 13 ottobre 2007, ai tapings del Volume 15 Sarah ha sconfitto Daizee Haze ottenendo una title shot nel Volume 16, registrato più tardi quella stessa sera. Sarah ha lottato con Sara Del Rey in un Two Out of Three Falls Match per la cintura di Sara Del Rey ma è stata sconfitta con due falls a uno. Il 26 aprile 2008 Sarah è ritornata in SHIMMER per prendere parte ai tapings del Volume 17 e 18. Dopo aver sconfitto Lacey, Sarah è stata sconfitta da Cheerleader Melissa in un rematch del loro match per il torneo dello SHIMMER Championship, e non è tornata nella compagnia da allora. Il 5 febbraio 2010 la SHIMMER ha annunciato che dopo due anni di assenza Sarah sarebbe ritornata in compagnia ad Aprile per i tapings dal Volume 29 al 32. Sarah ha fatto il suo ritorno in SHIMMER il 10 aprile ai tapings del Volume 29 annunciando che avrebbe sfidato la SHIMMER Champion nel Volume 30, registrato più tardi lo stesso giorno. Nel Volume 30 MsChif ha sconfitto Sarah mantenendo la cintura. Il giorno successivo, nel Volume 32, Sarah ha sconfitto metà delle Shimmer Tag Team Champions, Nicole Matthews, in un match singolo.
Il 25 novembre 2009 Sarah vinse il CMLL Bodybuilding Championship per la quarta volta di seguito.

### Total Nonstop Action (2009–2014)
Il 21 aprile 2009 Sarah ha lottato un dark match per la Total Nonstop Action Wrestling(TNA) dove è stata sconfitta da Awesome Kong. Ha poi sconfitto Taylor Wilde in un dark match il 22 aprile 2009. L'11 maggio 2009, nella versione Spagnola di TNA Today Sarah ha fatto un'apparizione usando il ring name di Sarita. Nell'episodio di TNA Impact! del 25 giugno, un promo è andato in onda annunciando l'imminente debutto di Sarita. Sarah ha fatto il suo debutto come face nell'episodio di Impact! del 16 luglio, sconfiggendo Alissa Flash. Durante Agosto e Settembre Sarita ha fatto coppia con Taylor Wilde in un torneo dove le vincitrici sarebbero state coronate le Knockout Tag Team Champions inaugurali. Dopo aver sconfitto i team di Alissa Flash e Daffney e Awesome Kong e Raisha Saeed, Sarita e Taylor hanno sconfitto The Beautiful People (Madison Rayne e Velvet Sky) a No Surrender vincendo il titolo.
Il 4 gennaio 2010, nell'edizione di Impact! live, di tre ore e in onda di lunedì Sarita e Taylor hanno perso i titoli contro Hamada e Awesome Kong. Nell'edizione di Xplosion del 25 giugno Taylor ha sconfitto Daffney dopo un'interferenza di Sarita, mettendo fine alla losing streak del team. La settimana successiva Taylor si è confrontata con la tag team partner e le ha spiegato che non voleva vincere imbrogliando, il che ha portato Sarita ad affermare che lei è una vincente e, al contrario di Taylor, non ha bisogno dell'aiuto della sua tag team partner nel match con Daffney. Dopo che Sarita è stata sconfitta da Daffney in un Singles Match Taylor è corsa sul quadrato e ha fermato Sarita dal brutalizzare l'avversaria. Nell'edizione di Impact! del 1º luglio Sarita ha turnato heel per la prima volta in TNA attaccando Taylor Wilde dopo che aveva perso il suo match contro la TNA Knockout Champion Madison Rayne, affermando di essere stufa di perdere match. Sarita e Taylor si sono incontrate nella successiva edizione di Xplosion, con Sarita che ha ottenuto la vittoria poggiando i suoi piedi sulle corde. Nell'edizione di Impact! del 15 luglio Sarita ha sconfitto Taylor ancora, questa volta in uno Street Fight Match.

### WWE (2015–2020)
Il 20 maggio 2015, ad NXT TakeOver: Unstoppable, Sarah Stock ha fatto la sua prima apparizione in WWE, nel ruolo di fan di Tyler Breeze. Il 10 settembre seguente ha firmato un contratto con la WWE come allenatrice e produttrice.
Il 10 settembre 2020 è stata licenziata.

## Personaggio

### Mosse finali
- Double chickenwing armlock con eckscissors[44]
- La Reienera (Modified spinning backbreaker rack)[45]
- Leg–feed spinning mule kick[46]
- Side belly to belly suplex[47]
- Sitout double underhook powerbomb[45]

### Musiche d'ingresso
- Darky (Machine Mix) degli Hed P.E. (circuito indipendente)
- I'm Everything (Remix) di Dale Oliver (TNA)

## Titoli e riconoscimenti
- Can-Am Wrestling
  - Can-Am Wrestling Women's Championship (1)[1]
- Consejo Mundial de Lucha Libre
  - CMLL Bodybuilding Championship (4)[18][25]
- Federación Internacional de Lucha Libre
  - FILL Women's Championship (1)[13]
- Lucha Libre Feminil
  - LLF Juvenil Championship (1)[7]
- Pro Wrestling Illustrated
  - 17ª tra le 50 migliori wrestler femminili nella PWI Female 50 (2009)[48]
- Total Nonstop Action Wrestling
  - TNA Knockouts Tag Team Championship (2)[1][32] – con Rosita (1) e con Taylor Wilde (1)